# 泰拉斯峰

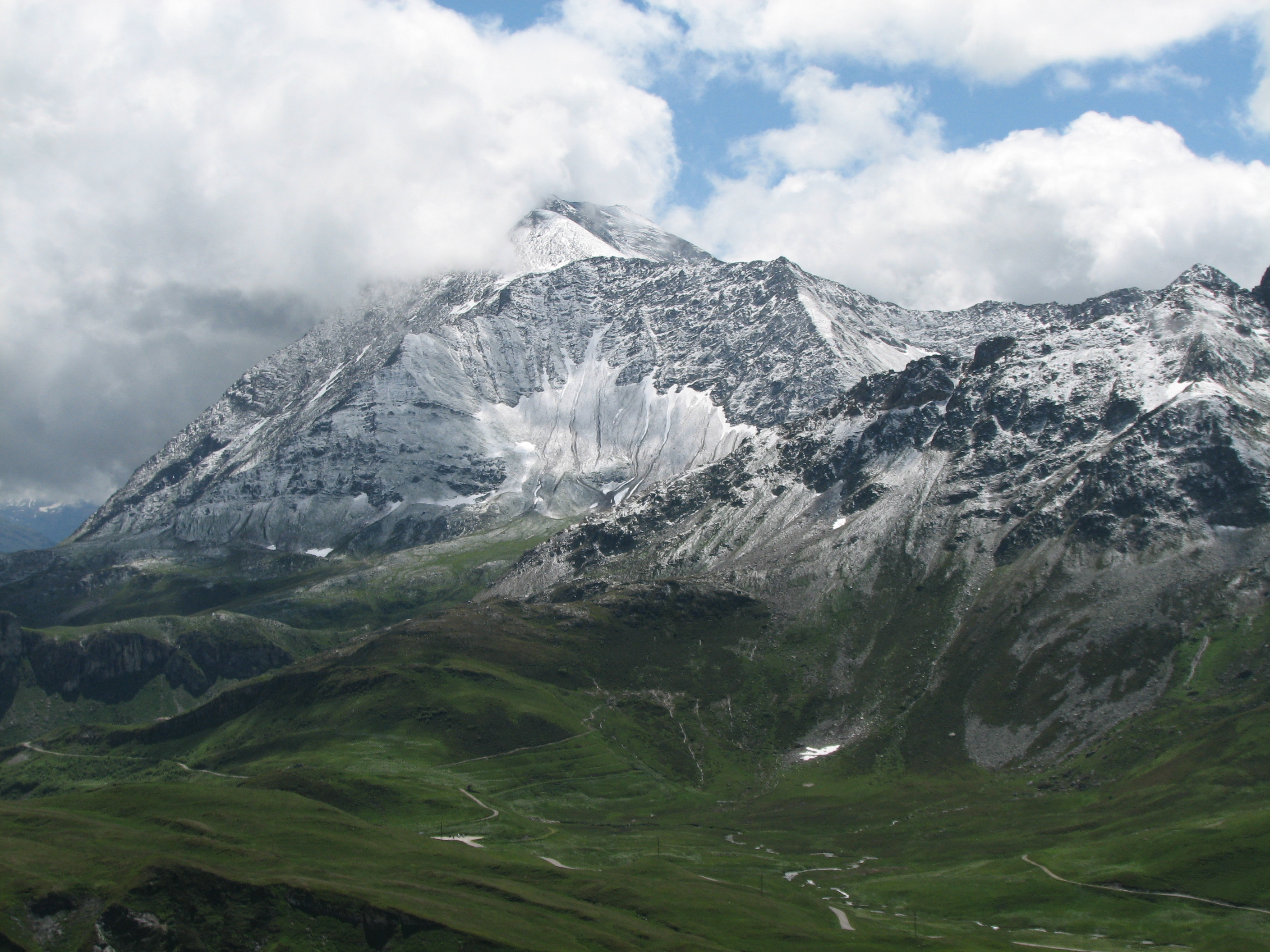

45°40′13″N 06°43′28″E / 45.67028°N 6.72444°E
泰拉斯峰（法語：Pointe de la Terrasse），是法國的山峰，位於該國東南部，由奧文尼-隆-阿爾卑斯大區負責管轄，屬於博福爾坦山的一部分，海拔高度2,881米，每年平均降雨量1,567毫米。